# Agatea longipedicellata
Agatea longipedicellata là một loài thực vật có hoa trong họ Hoa tím. Loài này được (Baker f.) Guillaumin & Thorne mô tả khoa học đầu tiên năm 1965.